# Janja Garnbretová
Janja Garnbretová (nepřechýleně Janja Garnbret; * 12. března 1999 Slovenj Gradec) je slovinská sportovní lezkyně, mistryně světa (lezení na obtížnost a bouldering) a dvojnásobná olympijská vítězka v kombinaci (2020, 2024). Leze od roku 2006. Získala mnoho titulů na domácích, evropských i světových juniorských závodech a brilantními výkony ve svých 16 letech plynule navázala i na závodech dospělých — od roku 2015, mimo jiné vicemistryně Evropy, v roce 2016 vítězka Rock Masteru, od roku 2016 několikanásobná mistryně světa (od roku 2019 nejvíce zlatých medailí v historii MS) a vítězka světového poháru, čímž se zařadila mezi nejlepší slovinské i světové lezkyně. Na přelomu roku 2017/18 přelezla ve Španělsku dvě cesty obtížnosti 9a.

## Výkony a ocenění
- 2016: nominace na prestižní mezinárodní ocenění La Sportiva Competition Award za závodní výsledky[2]
- 2016: stala se teprve druhou pětinásobnou zlatou medailistkou na mistrovství světa juniorů (obtížnost + bouldering během tří let v kategoriích A a B).
- 2016: nominace na Světové hry 2017 v polské Vratislavi (za vítězství na MS), kde získala stříbro
- 2016: Bloudkova plaketa, slovinské státní sportovní ocenění[3]
- 2017: ocenění La Sportiva Competition Award[4]
- 2017: 2. místo v anketě Sportovec roku Slovinska mezi ženami[5].
- 2017/18: na přelomu roku přelezla dvě cesty obtížnosti 9a
- 2016-2018: nominace na prestižní mezinárodní závody Rock Master v italském Arcu, dvě vítězství
- 2018: mistryně světa v boulderingu a kombinaci, vicemistryně světa a vítězka světového poháru v lezení na obtížnost
- 2018: Bloudkova cena, nejvyšší slovinské státní sportovní ocenění
- 2019: mistryně světa v obtížnosti, boulderingu a kombinaci, obhájila dva tituly a přidala třetí (nejvíce zlatých medailí na MS včetně mužů)
- 2019: vítězka světového poháru v boulderingu
- 2021: vítězka letních olympijských her v Tokiu, v trojkombinaci
- 2024: vítězka letních olympijských her v Paříži, ve dvojkombinaci

### Závodní výsledky
| Světové hry | Světové hry |
| Rok         | 2017        |
| ----------- | ----------- |
| Obtížnost   | 2           |

| Arco Rock Master | Arco Rock Master | Arco Rock Master | Arco Rock Master |
| Rok              | 2016             | 2017             | 2018             |
| ---------------- | ---------------- | ---------------- | ---------------- |
| Duel             | 1                | 2                | 1                |

| Mistrovství světa | Mistrovství světa | Mistrovství světa | Mistrovství světa |
| Rok               | 2016              | 2018              | 2019              |
| ----------------- | ----------------- | ----------------- | ----------------- |
| Obtížnost         | 1                 | 2                 | 1                 |
| Rychlost          | —                 | 47                | 23                |
| Bouldering        | —                 | 1                 | 1                 |
| Kombinace         | —                 | 1                 | 1                 |

| Světový pohár        | Světový pohár | Světový pohár  | Světový pohár | Světový pohár   | Světový pohár |
| Rok                  | 2015          | 2016           | 2017          | 2018            | 2019          |
| -------------------- | ------------- | -------------- | ------------- | --------------- | ------------- |
| Obtížnost            | 7             | 1              | 1             | 1               | 2             |
| jednotlivě* (14/5/5) | ,-,-,-, · ,-, | ,,5, · ,       | , · ,         | , · ,           | ,,,9,,        |
|                      |               |                |               |                 |               |
| Rychlost             | —             | —              | —             | 57-58           |               |
| jednotlivě*          | —             | —              | —             | 24,-,-,36,-,-,- |               |
|                      |               |                |               |                 |               |
| Bouldering           | —             | 17             | 2             | 4               | 1             |
| jednotlivě* (5/3/0)  | —             | -,-,, · -,-,-5 | ,-,7,, · ,    | ,-,-,-, · -,,   | , · ,         |
|                      |               |                |               |                 |               |
| Kombinace            | —             | 1              | 1             | 1               |               |

- poznámka: nalevo jsou poslední závody v roce

| Mistrovství Evropy | Mistrovství Evropy | Mistrovství Evropy |
| Rok                | 2015               | 2017               |
| ------------------ | ------------------ | ------------------ |
| Obtížnost          | 2                  | 4                  |
| Rychlost           | —                  | 32                 |
| Bouldering         | —                  | 2                  |

| Mistrovství světa juniorů | Mistrovství světa juniorů | Mistrovství světa juniorů | Mistrovství světa juniorů |
| Rok                       | 2014 kat. B               | 2015 kat. A               | 2016 kat. A               |
| ------------------------- | ------------------------- | ------------------------- | ------------------------- |
| Obtížnost                 | 1                         | 1                         | 1                         |
| Bouldering                | —                         | 1                         | 1                         |

| Mistrovství Evropy juniorů | Mistrovství Evropy juniorů | Mistrovství Evropy juniorů | Mistrovství Evropy juniorů | Mistrovství Evropy juniorů |
| Rok                        | 2013 kat. B                | 2014 kat. B                | 2015 kat. A                | 2016 kat. A                |
| -------------------------- | -------------------------- | -------------------------- | -------------------------- | -------------------------- |
| Obtížnost                  | 1                          | 1                          | 1                          | —                          |
| Bouldering                 | 1                          | 1                          | 1                          | —                          |

| Evropský pohár juniorů | Evropský pohár juniorů | Evropský pohár juniorů |
| Rok                    | 2014 kat. B            | 2015 kat. A            |
| ---------------------- | ---------------------- | ---------------------- |
| Obtížnost              | 1                      | 1                      |
| Bouldering             | 1                      | —                      |

### Skalní lezení
- 2015: Avatar, 8b, OS, Pandora, Chorvatsko, v 15 letech
- 2015: Scrat, 8c, RP, Chorvatsko[7]
- 2015: Miza za šest, 8c+, RP, Kotečnik, Slovinsko[8]
- 2015: Rollito Sharma 8c, flash, Santa Linya, Španělsko[9]
- 2016: La Fabelita, 8c, flash, její druhé 8c, v 16 letech, ve stejný den přelezla OS cestu 8a a 8b[10]
- 2017: Seleccio Natural, 9a, Santa Linya, Španělsko[11]
- 2018: La fabela pa la enmienda, 9a
- 2018: Blomu, 8c+

### Galerie

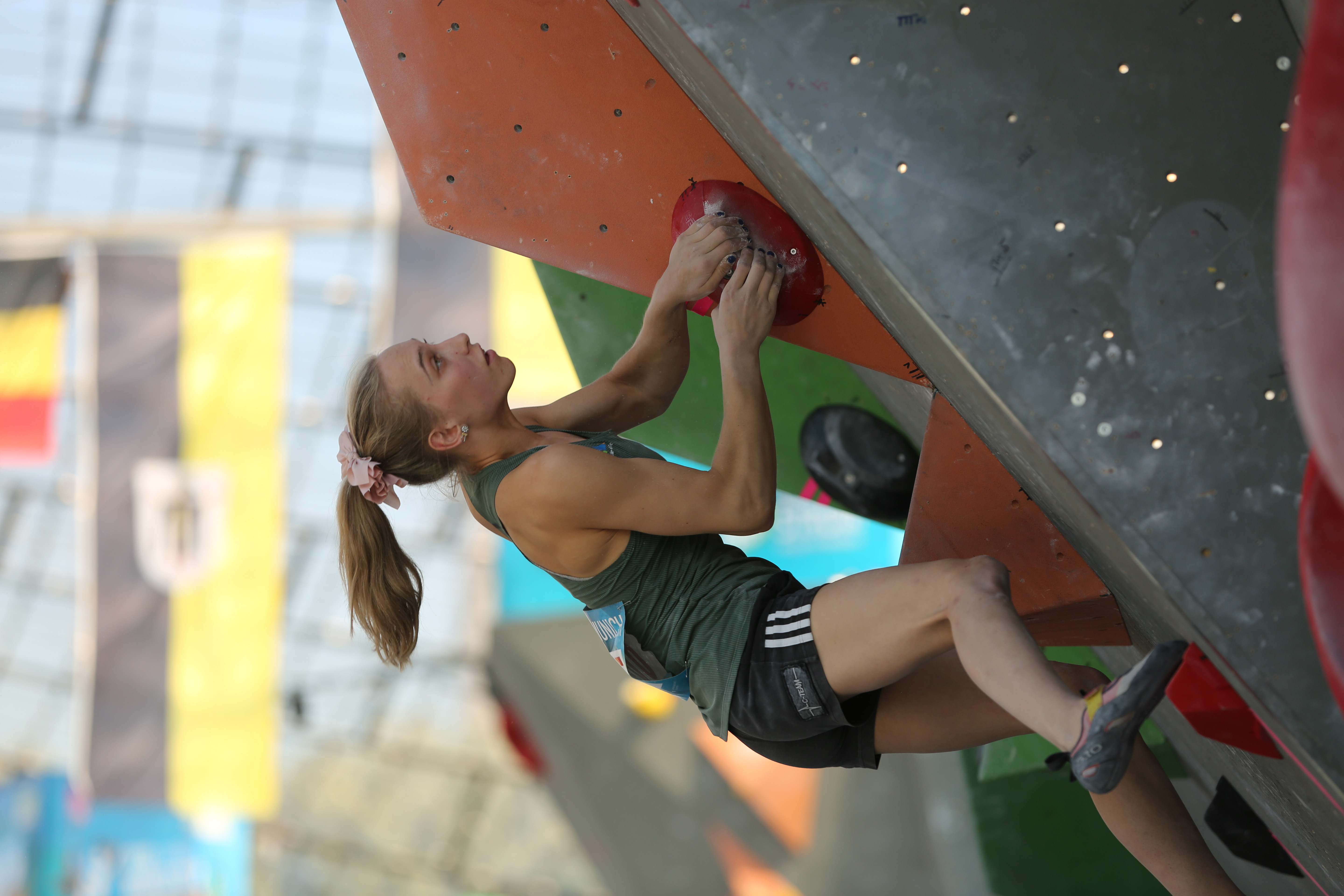
Janja Garnbretována SP 2017 v boulderingu v Mnichově
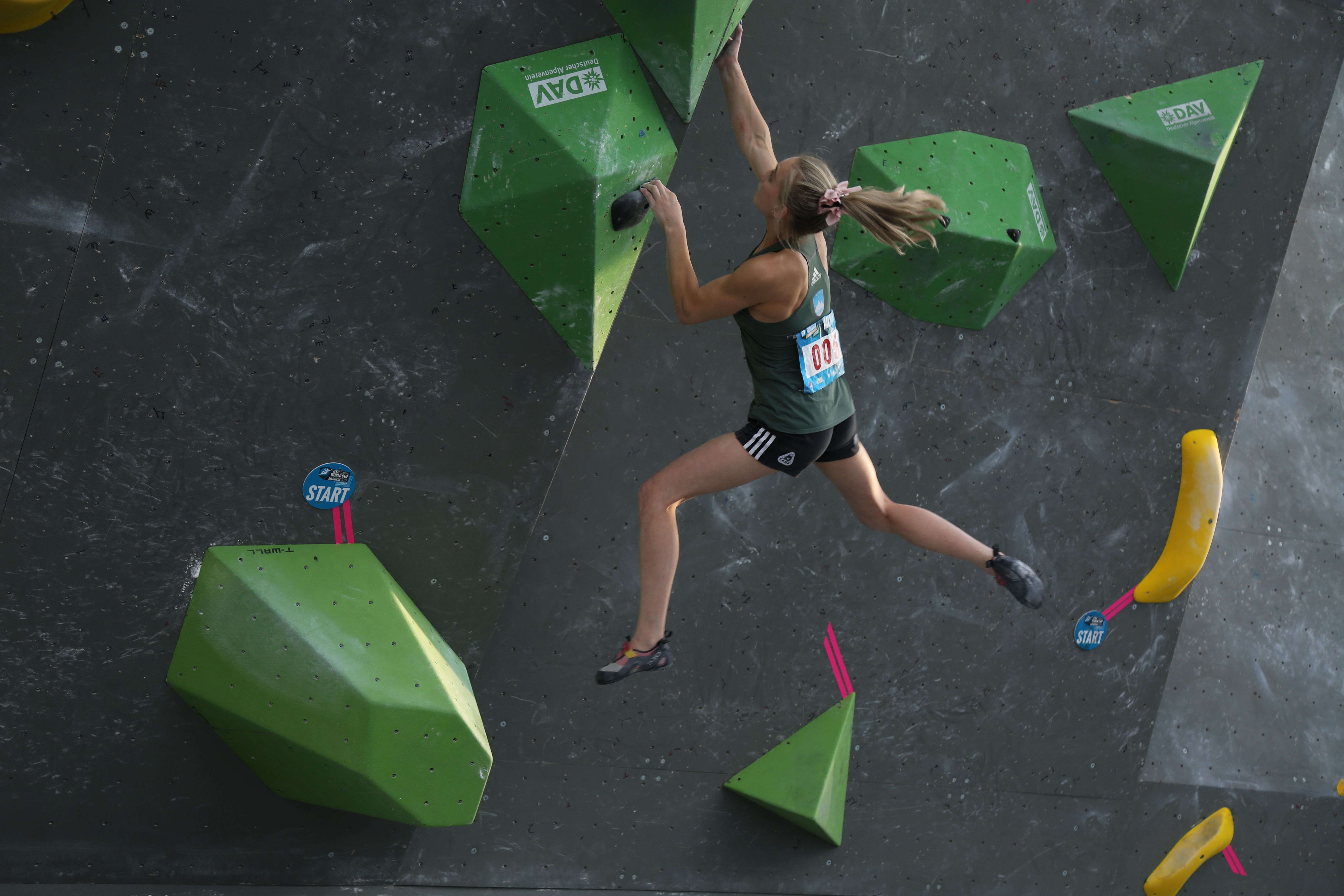
Janja Garnbretována SP 2017 v boulderingu v Mnichově